# Oberbürgermeister
Oberbürgermeister ist eine Amtsbezeichnung für Oberhäupter der Verwaltungen größerer Städte in Deutschland. In anderen deutschsprachigen Ländern wie Österreich und der Schweiz ist diese Bezeichnung nicht üblich. In anderen Sprachen gibt es aber für die Oberhäupter kommunaler Verwaltungen größerer Städte durchaus Entsprechungen.

## Oberhäupter kommunaler Verwaltungen größerer Städte in Deutschland
Die Bezeichnungen der Stadtoberhäupter und Einzelheiten zu ihrer Wahl sind je nach Bundesland unterschiedlich in der jeweiligen Gemeindeordnung geregelt.
Die Amtsbezeichnung Oberbürgermeister oder Oberbürgermeisterin wird in vielen Großstädten, kreisfreien Städten, Stadtkreisen, Großen Kreisstädten, großen selbständigen Städten, Mittelstädten und großen kreisangehörigen Städten verwendet.
Neben dem Oberbürgermeister gibt es in der Regel einen oder mehrere beigeordnete Bürgermeister sowie für spezielle Themen zuständige Dezernenten. Die Bezeichnung ergibt sich je nach Bundesland entweder unmittelbar aus der Einwohnerzahl der Stadt (Baden-Württemberg: ab 20.000 Einwohner, Saarland: ab 30.000 Einwohner) oder aus der historisch begründeten besonderen Bezeichnung der Stadt (in den Freistaaten Bayern und Sachsen: Große Kreisstadt, zum Teil mit weniger als 20.000 Einwohnern).
In Nordrhein-Westfalen gibt es nur in kreisfreien Städten Oberbürgermeister, dadurch werden z. B. die Großstädte Paderborn und Neuss (jeweils rund 155.000 Einwohner) von einem Bürgermeister geführt.
In den Stadtstaaten Berlin und Hamburg sowie in der Stadt Bremen wird der Titel Oberbürgermeister nicht verwendet (wohl aber in der zum Land Bremen gehörenden Seestadt Bremerhaven). Die Leiter der Stadtregierungen heißen dort Regierender Bürgermeister (Berlin), Erster Bürgermeister (Hamburg) oder Bürgermeister und Präsident des Senats (Bremen). Auch in den Hansestädten Lübeck (214.400 Einwohner) und Wismar (42.400 Einwohner) heißen die Stadtoberhäupter traditionell nicht Oberbürgermeister, sondern Bürgermeister.
Durch den Einfluss der britischen Besatzungsmacht wurde in den Jahren nach 1945 in Niedersachsen, Nordrhein-Westfalen und Schleswig-Holstein eine zweigleisige Stadtspitze eingerichtet. Der ehrenamtliche Oberbürgermeister war Vorsitzender des Stadtrates und Repräsentant der Stadt. Daneben ernannte der Rat einen Wahlbeamten für eine bestimmte Amtszeit zum Oberstadtdirektor, der hauptamtlicher Leiter der Verwaltung war. In Schleswig-Holstein wurde das Amt des Oberstadtdirektors bereits 1950 wieder abgeschafft, in Niedersachsen 1996 und in Nordrhein-Westfalen 1999.
Zwischen 2008 und 2017 sank der Anteil der Oberbürgermeisterinnen in Deutschland von 17,7 % auf 8,2 % – dagegen stieg der Frauenanteil unter den Dezernenten von 18,5 % auf 29,1 % im Jahr 2017.

## Oberhäupter kommunaler Verwaltungen größerer Städte in Europa
- In Belgien hat jede Gemeinde nur einen Bürgermeister.
- In Dänemark gibt es nur einen Overborgmester, nämlich den der Hauptstadt Kopenhagen.
- In Finnland erhält der Bürgermeister (Kaupunginjohtaja) der Hauptstadt Helsinki vom Präsidenten der Republik Finnland üblicherweise den Titel Ylipormestari.
- In Irland gibt es in Cork und Dublin[5] einen Lord Mayor.
- In den Niederlanden hat jede Gemeinde nur einen Bürgermeister. Allerdings hat der niederländische Bürgermeister neben sich im Kollegium der Gemeindeführung auch einen Amtsträger, der loco-burgemeester genannt wird.
- In Österreich hat jede Gemeinde nur einen Bürgermeister sowie ein bis vier Vizebürgermeister. In Wien, das Stadt und Bundesland zugleich ist, übt der Bürgermeister zugleich auch das Amt des Landeshauptmannes aus. Der Begriff Oberbürgermeister ist unüblich.
- In Polen heißt das Oberhaupt von kreisfreien Großstädten und von ausgewählten Städten Prezydent miasta. Die Bezeichnung „Stadtpräsident“ entspricht in etwa der eines Oberbürgermeisters.
- In Schweden gibt es zwar den Ausdruck Överborgmästare ebenso wie Borgmästare, er findet aber nur bei Übersetzungen ausländischer kommunaler Amtsbezeichnungen Verwendung. Die Volksvertretungen in den schwedischen Kommunen wählen einen Gemeindevorstand (Kommunstyrelse) von üblicherweise 9 bis 15 Personen. Dieser wird von einem Vorsitzenden geleitet, der damit auch eine Art oberster Vertreter der Kommune ist. Dieser Vorsitzende und teilweise auch andere Mitglieder des Gemeindevorstands haben oft auch den Posten eines Gemeinderats (Kommunalråd) inne. Hierbei handelt es sich um politische Amtsträger, die für diese Arbeit bei der Gemeinde in Teilzeit oder Vollzeit angestellt sind. In manchen Kommunen sind ihnen auch konkrete Themenbereiche unterstellt, wobei dem Vorsitzenden häufig der Bereich Finanzen zufällt. Oft benennt auch die Opposition mindestens einen Kommunalråd, der dann jedoch ohne einen Zuständigkeitsbereich ist. In Stockholm wird ein leicht abweichendes System verwendet. Dort gibt das Amt des Borgarråd, dem jeweils ein bestimmter Fachbereich (Rotel) unterstellt ist. Die Oppositionsparteien benennen jeweils einen Oppositionsborgarråd ohne Fachbereich. Vorsitzender der Stadtregierung und damit oberster Vertreter der Stadt ist üblicherweise der für den Bereich Finanzen zuständige Finansborgarråd. Die Gliederung zwischen Bezirksbürgermeister und Oberbürgermeister gibt es in Schweden nicht; schwedische Großstädte haben keine direkt gewählten Stadtbezirksverordneten, nur Bezirksausschüsse.
- In der Schweiz ist in den meisten Städten der Deutschschweiz, z. B. in Bern, Winterthur und Zürich, Stadtpräsident die offizielle Bezeichnung für das Stadtoberhaupt. Die Stellung des Stadtpräsidenten entspricht nicht derjenigen eines Oberbürgermeisters in Deutschland, da er immer primus inter pares und den anderen Mitgliedern der Stadtexekutive gleichgestellt ist, und ihnen gegenüber nicht weisungsberechtigt ist. Nur die Kollegialbehörde als Ganzes entscheidet z. B. über die Verteilung der Departemente.
- In Tschechien heißt der Oberbürgermeister Primátor und ist das Stadtoberhaupt einer Statutarstadt.
- In Ungarn hat jede Gemeinde einen Bürgermeister (Polgármester). In der Hauptstadt Budapest haben die Bezirke Bürgermeister, und das Stadtoberhaupt heißt  Főpolgármester, buchstäblich Hauptbürgermeister.
- Im Vereinigten Königreich gibt es den Titel des Lord Mayor, der Titelinhaber nimmt jedoch meist nur zeremonielle Funktionen wahr. Ein bekanntes Beispiel ist der Lord Mayor of London.[6] Die politischen Aufgaben werden in der Regel einem direkt gewählten Mayor – in London dem Mayor of London – übertragen; der Lord Mayor of London ist auch nur für die City of London, der Mayor of London für ganz Greater London zuständig. Heute gibt es in einigen britischen Städten einen Lord Mayor: in England in Birmingham, Bradford, Bristol, Canterbury, Chester, Coventry, Exeter, Kingston upon Hull, Leeds, Leicester, Liverpool, in der City of London, Manchester, Newcastle upon Tyne, Norwich, Nottingham, Oxford, Plymouth, Portsmouth, Sheffield, Stoke-on-Trent, in der City of Westminster und York, in Wales in Cardiff und Swansea sowie in Belfast in Nordirland. In Schottland gibt es in Aberdeen, Dundee, Edinburgh und Glasgow einen Lord Provost.

## Oberhäupter kommunaler Verwaltungen größerer Städte weltweit
- In Australien gibt es Städte mit jeweils einem Lord Mayor: Adelaide, Brisbane, Darwin, Hobart, Melbourne, Newcastle, Parramatta, Perth, Sydney und Wollongong.
- In Kanada hat die Stadt Niagara-on-the-Lake als einzige einen Lord Mayor. Einer Legende nach soll der Titel verliehen worden sein, weil die Stadt die erste Hauptstadt von Oberkanada war. Die Verwendung des Titels ist jedoch erst ab den 1920er Jahren belegt und seit 1969 gesetzlich festgeschrieben.[7]